# Xenimpia angusta
Xenimpia angusta là một loài bướm đêm trong họ Geometridae.